# Ооміцети
Ооміцети або оомікоти (Oomycetes або Oomycota) — клас осмотрофних страменопілів, у яких клітини вкриті целюлозно-глюкановою оболонкою, а вегетативне тіло представлено багатоядерним розгалуженим неклітинним міцелієм. Монадні стадії дводжгутикові. Спочатку класифікувалися як гриби (звідки й походить «-міцети» чи «-мікоти» у назві), наприкінці 1990-х перекласифіковані до гетероконтів. 
Група налічує понад 800 видів прісноводних, морських та наземних організмів, які ведуть паразитичний або сапротрофний спосіб життя. Деякі види (наприклад, роду Saprolegnia) викликають ранові ураження риб, інші (роди плазмопара, фітофтора) є збудниками небезпечних захворювань рослин (несправжня борошниста роса, фітофтороз та ін.), які завдають значної шкоди сільському господарству.

## Будова
Міцелій багатоядерний, що не має перегородок, окрім відокремлення репродуктивних органів. Він зазвичай розгалужується слабо, у деяких примітивних видів формує плазмодій. Каркас клітинної стінки складається з целюлози (а не з хітину, як у справжніх грибів), а поверхневий шар утворено глюканами.

## Розмноження
Розмноження відбувається нестатевим і статевим шляхами.
Нестатеве розмноження відбувається за допомогою зооспор, що утворюються в спорангіях, які розвиваються або на верхівках вегетативних гіф міцелію, або на спеціалізованих гіфах — спорангіофорах. Ооспори бувають двох видів — первинні і вторинні. Первинні зооспори овальні, вони або безпосередньо проростають новим міцелієм, або переходять у стан цисти (наприклад, за несприятливих умов), яка проростає вторинною зооспорою ниркоподібної форми. Вторинні зооспори завжди дають початок гіфам нового міцелію.
Явище чергування первинних і вторинних зооспор у життєвому циклі має назву дипланетизму.
Статевий процес — оогамія. 

Жіночі статаві органи — оогонії — утворюються з бічних гіф, відокремлених від основної частини міцелію перегородкою (септою). У водних оомікотових вміст оогонію використовується на побудову кількох яйцеклітин, у більшості наземних видів утворюється лише одна яйцеклітина.

Чоловічі статеві органи — антеридії — також утворюються як короткі бічні гіфи, що відокремлюються від решти міцелію септою. Вміст антеридію не диференціюється на гамети. Антеридіальні гіфи ростуть у напрямку оогонію, після контакту з ним утворюють короткі копуляційні відростки, які проростають крізь оболонку до яйцеклітини, й переливають свій вміст.

Коли чоловічі та жіночі ядра зливаються, утворюється зигота — ооспора. Вона вкривається товстою оболонкою й переходить у період спокою. Після періоду спокою ооспора проростає або новим міцілієм, або спорангіофором (зі спорангіями). 

### Гінандроміксис
Цей процес є характерним для дводомних ооміцетів, у яких оогонії й антеридії утворюються на різних таломах. Якщо генетично однорідний штам вирощувати в монокультурі, то він розмножується лише безстатевими спорами. Коли поряд перебувають два штами, у них починаються морфогенетичні зміни під дією хімічних виділень стероїдної природи — статевих феромонів. Феромон антеридіол індукує утворення антеридіїв у партнера, а оогоніол — оогоніїв. Статеві гормони вищих ссавців — чоловічі андрогени й жіночі естрогени — також мають стероїдну природу. Таким чином, з двох вирощуваних штамів один функціонує як чоловічий, а інший — як жіночий. Однак, якщо вирощувати попарно серію природних штамів, то можна виявити, що штам, який функціонує як чоловічий в одній парі, в іншій парі стає жіночим, тобто, для цих гетероконтів характерна змішана сексуальність (гінадроміксис, від «гіна» - жіночий та «андрос» - чоловічий). Що буде штам утворювати — антеридії чи оогонії —, залежить від кількісного співвідношення оогоніолу й антеридіолу в самого штаму та його партнера.          

## Систематика
На початку 2000-х у межах класу ооміцетових (Oomycetes) виділяли вісім порядків, з яких найбільше практичне значення надавали трьом: сапролегніальні (Saprolegniales), переноспоральні (Peronosporales) та пітіальні (Pythiales).

## Екологічне значення
Більшість відомих видів є паразитами прісноводних тварин і наземних рослин, менша кількість належить до прісноводних та ґрунтових сапротрофів.
Зокрема, водні види спричиняють небезпечні захворювання риб — сапролегніози. Наземні паразити викликають захворювання рослин, які відомі під загальною назвою несправжня борошниста роса, а також фітофтороз та ін.